# 萨曼莎·默里
萨曼莎·默里（英語：Samantha Murray，1989年9月25日—），英国女子现代五项运动员。她曾代表英国参加2012年和2016年夏季奥林匹克运动会现代五项比赛，其中2012年奥运会获得一枚银牌。